# Società Sportiva Virtus Lanciano 1924
La Società Sportiva Virtus Lanciano 1924, meglio nota come Virtus Lanciano, è stata una società calcistica italiana con sede nella città di Lanciano, in provincia di Chieti.
La prima formazione cittadina nacque ufficialmente il 7 marzo 1920, e a questa sono succedute diverse altre società a partire dagli anni trenta e quaranta per poi averne altre nel 1992 e nel 2008.
Il massimo livello raggiunto storicamente dal club è la Serie B, cui ha avuto accesso per la prima volta a seguito della vittoria nei play-off promozione del campionato di Lega Pro Prima Divisione 2011-2012: ha poi partecipato al campionato cadetto per le successive quattro stagioni consecutive (conseguendo quale miglior risultato il decimo posto nell'annata 2013-2014), risultando la seconda squadra abruzzese per numero di partecipazioni alla serie cadetta, dopo il Pescara. Nel suo palmarès annovera una vittoria nazionale con lo Scudetto di Serie D nel 1998-1999.
Il 21 luglio 2016, dopo essere retrocessa dalla Serie B, la Virtus Lanciano ha rinunciato all'iscrizione in Lega Pro ed avviato la procedura di liquidazione volontaria, proseguendo l'attività col solo settore giovanile attraverso un nuovo soggetto societario dilettantistico, la Virtus Anxanum S.S.D., che ha rilevato marchio e colori del club previgente.
Dal 2017 altre squadre si sono attribuite la denominazione "Lanciano" e i colori rossoneri, con l'intento di mantenere la presenza frentana nei campionati senior; nessuna di esse è tuttavia legata direttamente alla Virtus Lanciano o ai sodalizi previgenti, pertanto la tradizione sportiva della prima squadra è de facto quiescente.

## Storia

### La fondazione
La prima squadra di calcio fondata a Lanciano della quale si abbia notizia certa è la Polisportiva Virtus Lanciano, creata il 7 marzo 1920 su iniziativa di un gruppo di soci presieduto da Giuseppe Cotellessa. Il club, che inizialmente raccoglieva praticanti anche di altre discipline sportive, si affermò poi come squadra di calcio (assumendo nel 1924 la denominazione Unione Sportiva Virtus Lanciano) e alla fine degli anni '20 partecipò ai primi campionati interregionali.

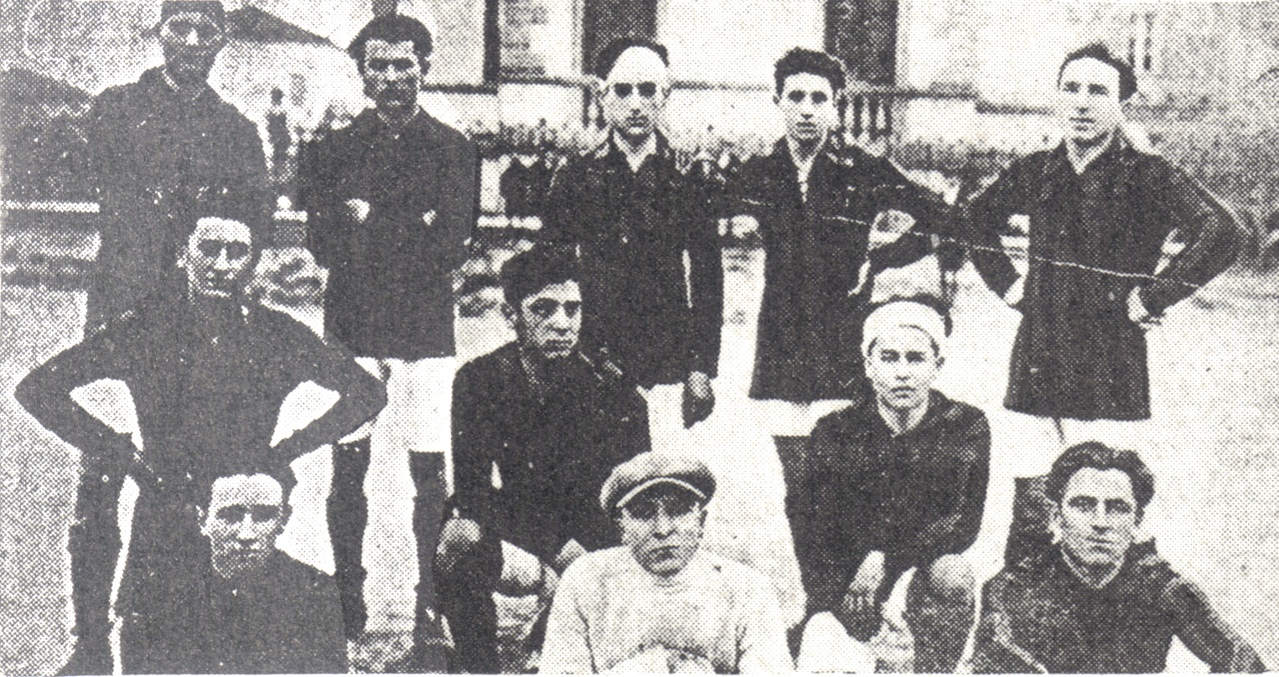
Una formazione della Virtus Lanciano nel 1925 in occasione di un'amichevole a Castellammare Adriatico

Tra il 1928 e il 1930 la squadra si affermò come una delle principali della regione, tanto che nella stagione 1929-1930 era l'unico club abruzzese a prendere parte a competizioni interregionali. In particolare per il torneo di Prima divisione 1929-1930, all'epoca terzo livello del calcio italiano, fu allestita una formazione particolarmente competitiva. Tuttavia la società non riuscì a terminare il campionato per mancanza di liquidità: i giocatori forestieri e l'allenatore straniero tornarono nelle proprie zone d'origine grazie a un contributo dell'amministrazione comunale, e il club fu radiato dai ruoli federali per le mancanze economiche. Una serie di squadre tentarono di raccogliere l'eredità della Virtus negli anni '30, ma con scarsa fortuna, fino a quando nella seconda metà del decennio, con la presidenza di Alberto D'Alessandro e la guida tecnica di Giuseppe Baccilieri, la squadra non riuscì a riconquistare la serie C, nata come terzo livello del calcio italiano nel 1935. Nel campionato 1940-1941 la società allestì una squadra ambiziosa, integrando il gruppo che aveva vinto il campionato con numerosi giocatori di club piemontesi e liguri. La squadra allenata da Enrico Migliavacca però si sfaldò nel corso della stagione, anche a causa delle vicende belliche che incombevano sull'Italia: molti giocatori lasciarono Lanciano, compreso lo stesso allenatore, e il campionato fu portato a termine con i giovani calciatori del posto.
Negli anni della Seconda guerra mondiale una squadra di Lanciano partecipò ad alcuni tornei regionali con il nome di Frentana. La Virtus rinacque ufficialmente nel 1946-1947, sotto la presidenza di Alberto Giovannelli. Di nuovo con Giuseppe Baccilieri in panchina, grazie alla vittoria nel campionato di Prima divisione, che all'epoca era il quarto livello del calcio italiano oltre che competizione di respiro regionale, i rossoneri furono promosso in Serie C. Il club restò però solo una stagione nel terzo livello del calcio italiano, che nel 1947-1948 era strutturato in tre leghe indipendenti che raccoglievano complessivamente quasi 300 squadre. La ristrutturazione dei campionati permetteva infatti solo alle prime due classificate di conservare la categoria.
Dopo alcuni anni di permanenza nel campionato di Promozione interregionale, quinto livello del calcio italiano, la Virtus retrocede al termine del torneo 1950-1951, in seguito a un contestato doppio spareggio contro la Vastese giocato al campo Rampigna di Pescara: la prima partita finisce 3-3, e nella ripetizione si impongono i biancorossi 1-0. I rossoneri risalgono in IV Serie al termine del campionato di Promozione regionale 1955-1956, vinto con buon margine su alcune delle principali rivali dell'epoca, quali Ortona, Vasto e Termoli che, nell'ordine, seguivano la Virtus in classifica. La fine degli anni '50 segna però un periodo di crisi per il club rossonero, che culmina con la retrocessione e il fallimento nel 1959, anno in cui la Virtus cessa di esistere.

### Dalla Virtus alla Pro Lanciano
Dal campionato 1959-1960, grazie alla fusione con un'altra squadra cittadina, il Borgo, nasce la Pro Lanciano. Il club per qualche anno conserverà i colori sociali giallo e azzurro utilizzati dal Borgo e mutuati dallo stemma della città, e solo nel campionato 1962-1963 tornerà a indossare esclusivamente le maglie rossonere a strisce verticali che hanno contraddistinto la Virtus Lanciano fin dai primi anni di attività. La Pro Lanciano milita per diversi anni nel torneo di Prima Categoria, campionato regionale e quinto livello del calcio italiano: la squadra è composta da un nucleo consolidato di giocatori locali, integrato da altri elementi comunque sempre di origine abruzzese. Nel 1963-1964 il club sfiora la Promozione in serie D, mancata a causa della sconfitta nello spareggio contro il Termoli: 1-1 a Ortona e 2-0 per i molisani nella ripetizione a Pescara. Il tanto agognato salto di categoria arriva al termine della stagione 1967-1968, quando la squadra che il presidente Mimì Di Lallo affida al tecnico Rinaldo Olivieri prima si impone nel proprio girone con ben dieci punti di distacco sul Roseto secondo in classifica, e in seguito batte nello spareggio il Teramo, vincendo 1-0 in casa e 0-2 in trasferta.
Negli anni seguenti la Pro Lanciano partecipa con buoni risultati ai vari campionati di Serie D, raggiungendo sempre la salvezza. Tra gli eventi rilevanti per il calcio rossonero in questo periodo è da ricordare la costruzione del nuovo stadio nel quartiere Cappuccini, che sostituisce l'impianto di Villa delle Rose, oggi intitolato a Enrico Esposito: lo stadio è stato inaugurato il 21 settembre 1969, e dal 2001 è intitolato a Guido Biondi, ex calciatore di serie A nato a Lanciano.

### Gli anni settanta
Negli anni '70 la Pro Lanciano tenta ripetutamente il salto verso l'allora serie C unica, terzo livello del calcio italiano dove aveva militato l'ultima volta nell'immediato Dopoguerra. Leonardo Petruzzi, presidente dal 1972-1973 tenta con convinzione la scalata alla Serie C allestendo formazioni rinforzate con diversi giocatori di categoria superiore, alcuni provenienti anche dalla serie B. La squadra di Petruzzi si contende la promozione con alcuni tra i principali club abruzzesi e delle regioni vicine: nel 1972-1973 ad esempio la Pro Lanciano si classifica terza alle spalle di Pescara e Teramo. Negli anni successivi alla presidenza del club c'è Luciano Pozzolini, e per due volte la rincorsa dei rossoneri alla Serie C si ferma al secondo posto: nel 1974-1975 alle spalle del Campobasso, e nel campionato successivo del Matera. Dopo la mancata promozione in Serie C, il presidente Pozzolini passa la mano. Le ambizioni del club vengono leggermente ridimensionate, ma viene comunque sempre allestita una squadra competitiva. Nel frattempo cambia la denominazione della società, che dalla stagione 1976-1977 non è più Unione Sportiva Pro Lanciano bensì Unione Sportiva Lanciano e dalla stagione successiva diventa Associazione Calcio Lanciano. L'appellativo "Pro Lanciano" resterà tuttavia a lungo nell'uso comune degli sportivi e dei tifosi lancianesi.

Il Lanciano 1979-1980

Dalla stagione 1978-1979 viene riformata la Serie C: non ci saranno più tre gironi di Serie C, ma due di Serie C1 e quattro di Serie C2. Alla nuova categoria saranno ammesse le prime quattro classificate di ogni girone di Serie D. La formazione di Manlio Mauri, allenata da Felicano Orazi, alla fine del torneo conquisterà il primo posto a pari punti con il Gallipoli.

### Gli anni ottanta
Nei primi anni di Serie C2 il Lanciano raccoglie buoni risultati. Dopo una prima stagione conclusa a metà classifica, i rossoneri arrivano sempre a ridosso delle prime posizioni, tra il quarto e il settimo posto. Il 1982-1983 la squadra crolla, e alla fine del campionato si ritrova all'ultimo posto che costa la retrocessione nel Campionato Interregionale. Il 1983 è anche l'anno in cui alla presidenza del club arriva uno dei principali personaggi della storia calcistica lancianese: Ezio Angelucci. Nei primi due anni alla guida del Lanciano, Angelucci raccoglie un settimo e un quinto posto. Alla terza stagione conquista il ritorno in Serie C2, grazie a una lunga rincorsa sul Chieti nella stagione 1985-1986, culminata con la vittoria ai calci di rigore nello spareggio giocato sul neutro di Latina.
La prima esperienza di Ezio Angelucci alla guida del Lanciano si conclude durante il campionato successivo, quando il club viene ceduto a Felice Paolucci, esponente della DC locale, che guiderà il Lanciano per diversi anni. I rossoneri anche nei primi anni di Serie C2 confermano comunque l'attitudine a lottare nelle posizioni di vertice, almeno per un paio di campionati. Negli anni '90 alla presidenza della squadra è arrivato Oliviero Mazziotti, imprenditore nel settore del turismo e dell'autonoleggio. Il Lanciano termina la permanenza in Serie C2 con il fallimento del 1991-1992: la stagione si conclude con la squadra che retrocede tra i dilettanti e con la successiva mancata iscrizione al campionato di competenza.

### Gli anni novanta
Fallita l'Associazione Calcio Lanciano, le sorti del calcio cittadino sono affidate al Lanciano '90, club presieduto da Stefano Mercadante, che milita nel campionato di Promozione, torneo regionale e settimo livello del calcio italiano. I rossoneri, che devono vedersela ora con le realtà del calcio minore regionale, centrano subito la vittoria del campionato e salgono in Eccellenza. Il ritorno nel Campionato Nazionale Dilettanti avviene due anni dopo: il Lanciano si piazza al secondo posto e accede agli spareggi nazionali, ma pur non avendo fortuna contro i sardi dell'Iglesias, viene ripescato. La permanenza nel Campionato Nazionale Dilettanti però dura solo un anno: pur annoverando tra le proprie file il capocannoniere del torneo e Davide Bombardini, manca di un punto la salvezza e torna in Eccellenza. Nella stagione 1996-1997 la società si allarga ad altri imprenditori locali che supportano Mercadante, ma la formazione manca il ritorno in Cnd. Il calcio cittadino risorge solo un anno dopo con il ritorno di Ezio Angelucci, che nel frattempo è alla guida della Spal Lanciano, seconda squadra della città.
In due anni Angelucci riporta Lanciano tra i professionisti. Il Lanciano, che cambia denominazione in Società Sportiva Lanciano, vince il campionato di Eccellenza 1997-1998: con il tecnico Giuseppe Di Pasquale arrivano la vittoria del campionato e la Coppa Italia Dilettanti Abruzzo. Nel 1998-1999 la formazione allenata da Fabrizio Castori vince il campionato con 10 punti sul Campobasso secondo e 16 sul Potenza terzo, che a lungo avevano conteso la vittoria ai rossoneri, e in seguito si aggiudica anche lo Scudetto Dilettanti.
La marcia trionfale del Lanciano non si ferma qui: al primo anno di C2 la società di Ezio Angelucci conosce un campionato di transizione, che si conclude con la salvezza, caratterizzata dal cambio di panchina che passa da Giancarlo Morrone a Carlo Florimbi, già alla guida dei rossoneri nell'anno dello spareggio di Latina.

### Gli anni duemila
Nel campionato 2000-2001 Angelucci si affida di nuovo a Castori, e la scelta viene ampiamente premiata: i rossoneri terminano il campionato a pari punti con il Chieti esattamente come 15 anni prima in Interregionale, ma stavolta vige la regola degli scontri diretti che arridono ai rossoneri. Lanciano passa così direttamente in C1, e dopo circa mezzo secolo rimette piede nella terza serie nazionale.
Al primo anno di Serie C1, il Lanciano ottiene un traguardo insperato: si qualifica ai play-off strappando all'ultima giornata il quinto posto al Giulianova, che batte 3-2 in casa e agguanta in classifica. Il sogno dei rossoneri si ferma però presto, perché la squadra viene eliminata ai play-off in semifinale dal Taranto. L'ottimo risultato spinge Angelucci ad allestire un organico competitivo, ma l'anno seguente la squadra di Castori non ripete l'exploit e deve accontentarsi di un settimo posto.
Il campionato 2003-2004 viene segnato dalla scomparsa di Ezio Angelucci: a novembre lo storico presidente rossonero viene a mancare, e la guida del club passa al figlio Riccardo. La squadra, affidata da quest'anno al tecnico Rosolino Puccica, si mantiene tuttavia nei quartieri alti della classifica: si piazza al sesto posto ad appena 3 punti dal Benevento che accede ai play-off. Tra l'altro, tra le squadre ammesse agli spareggi per la promozione in Serie B c'è la Viterbese, che a fine stagione fallirà. A pochi punti dai play-off si piazza anche il Lanciano allenato da Maurizio Pellegrino l'anno dopo, con la squadra che annovera in organico il capocannoniere del girone Andrea Soncin.
Un netto ridimensionamento delle ambizioni del club si registra per il torneo 2005-2006. Riccardo Angelucci punta su un tecnico emergente, Francesco Monaco, già calciatore nonché capitano del Lanciano nella C2 1986-1987, e reduce dalle esperienza con la primavera dell'Ascoli e come secondo sulla panchina della Lucchese, squadra con la quale ha consumato quasi tutta la sua carriera di calciatore. La scelta di Monaco, come testimoniano anche i risultati successi del tecnico. Si rivela tuttavia quantomeno azzeccata: i rossoneri, pur con un organico risicato, si salvano. Tra i giovani più promettenti in squadra ci sono Salvatore Bocchetti, Davide Caremi e Francesco Di Gennaro; torna inoltre a vestire la maglia del Lanciano Luca Leone, protagonista della scalata dall'Eccellenza alla C1 tra il 1998 e il 2001.
La stagione 2006-2007 è soprattutto l'anno che porta al passaggio di mano della famiglia Angelucci. Già in precedenza si era parla di una possibile cessione del club a una cordata della quale fa parte l'ex calciatore della Lazio Giorgio Chinaglia, ma non se ne era fatto nulla. Nell'estate 2006 invece la società viene ceduta a Paolo Di Stanislao e Giuseppe Ielo, che però dopo alcune settimane quest'ultimo si defila. Di Stanislao, dopo un paio di anni di alti e bassi in campo, tra grandi promosse e rapporti sempre più tesi con la piazza, conduce la società al fallimento, dichiarato nell'aprile del 2008. Nello stesso periodo la formazione allenata da Francesco Moriero, nonostante una buona partenza, conosce un drastico calo di risultati, ai quali si sommano i punti di penalizzazione ricevuti a causa delle mancanze della società. In campo arriva la retrocessione ai play-out persi contro la Juve Stabia, ma fortunatamente al salvataggio del titolo sportivo grazie alla famiglia Maio, si somma anche il ripescaggio (ufficiale a luglio) e quindi la possibilità di giocare ancora nella terza serie nazionale, che si appresta a cambiare nome in Lega Pro Prima divisione.
Con le ultime partite di campionato da giocare, i Maio delineano i contorni della nuova società: Franco Maio, imprenditore nel settore dello smaltimento dei rifiuti, assume la presidenza onoraria del club, mentre la figlia Valentina ne è la presidente e il figlio Guglielmo vicepresidente e amministratore delegato. La società riassume la storica denominazione Virtus, nella dicitura completa Società Sportiva Virtus Lanciano 1924, dall'anno in cui è stato redatto il primo statuto del club tuttora conservato.
Per il campionato di Lega Pro Prima Divisione 2008-2009, la squadra ha come obiettivo la salvezza, con il raggiungimento del 7-8 posto in classifica. La squadra chiude la stagione al 14º posto in zona play-out, che dovrà disputare per peggior differenza reti con la Paganese, che ha chiuso a pari punti con la formazione abruzzese. Andrà quindi a giocarsi con successo, contro la Juve Stabia, che aveva terminato il campionato regolare in penultima posizione, la salvezza ai play-out ribaltando la sconfitta per 2-1 incassata fuori casa con un memorabile 1-0 fra le mura amiche, firmato da Daniele Morante. Da ricordare inoltre che la Lanciano ha la peggior difesa (46 gol subiti), e il suo bomber è Daniele Morante (6 gol fatti).
Per la Virtus Lanciano la stagione 2009-2010 comincia molto bene sotto la luce di una campagna acquisti molto ricca. Arrivano infatti alla corte di Dino Pagliari giocatori di caratura importante tra i quali spunta il nome del lancianese Di Cecco ed acquisti di spessore ed esperienza dal neopromosso Gallipoli come Vastola e Antonioli. Esordisce in Coppa Italia con un buon 3-0 sul campo del Celano. Accadrà poi uno spiacevole fatto durante la terza partita di Coppa Italia contro la Cisco Roma, dove la Virtus perderà a tavolino per eccesso di espulsioni fra le file rossonere (cinque per l'esattezza: Mammarella, Vastola, Di Cecco, Colombaretti ed Oshadogan, senza contare l'espulsione di mister Pagliari). Il Lanciano si riprenderà comunque e con l'arrivo di un altro paio di innesti si presenterà al Giglio di Reggio Emilia per la prima giornata del Campionato 2009-2010, esordendo proprio contro la Reggiana e riuscendo ad imporsi per una rete a zero, merito di uno spunto di Dayo Oshadogan. La stagione è una alternanza di alti e bassi, con una inspiegabile tendenza a perdere proprio le gare al Guido Biondi: a metà del girone di ritorno ci sarebbe potuta essere l'opportunità di agganciare la zona play-off, ma la sconfitta contro l'Andria BAT, oltre a togliere lo 0 alla voce sconfitte esterne, elimina le chance di ingresso nelle zone nobili della classifica. Con la vittoria esterna ottenuta a Ravenna, nella penultima gara della stagione, la Virtus ottiene la matematica salvezza e permanenza in Prima Divisione.

### Gli anni duemiladieci: il quadriennio in Serie B e il fallimento
La stagione 2010-2011 inizia con la rescissione del contratto con mister Dino Pagliari, esonerato insieme a parte dello staff tecnico. Nelle ore successive viene annunciato l'ingaggio dell'allenatore Andrea Camplone, che già si era seduto sulla panchina rossonera nel 2006.
La squadra, forte di elementi talentuosi come l'attaccante Francesco Di Gennaro, si propone come elemento di vertice del campionato e pretendente concreta per la qualificazione ai play-off: il rendimento complessivo è tuttavia incostante, alternando brillanti prestazioni ad altre insoddisfacenti, anche contro squadre di livello tecnico teoricamente inferiore, sicché a fine stagione la Virtus si piazza all'ottavo posto e non riesce ad accedere agli spareggi-promozione.
 Trapani - Virtus Lanciano 
Trapani: Pozzato, Daì, Sabatino, Priola, Filippi, Tedesco, Barraco, Caccetta, Abate, Gambino, Madonia (Mastrolilli, Cavallaro)
Allenatore: Roberto Boscaglia
Lanciano: Aridità, Aquilanti, Mammarella, D'Aversa, Massoni, Amenta, Sarno, Vastola, Pavoletti, Volpe, Turchi (Capece, Margarita)
Allenatore: Carmine Gautieri
Arbitro: Abbattista di Molfetta
Marcatori: 2' Gambino, 28' Pavoletti, 66' Sarno, 83' Margarita
Spettatori: 8.000
Nel 2011-2012 la società riduce gli investimenti e ringiovanisce la rosa, includendovi giocatori come Daniele Rosania, Cosimo Chiricò, Vincenzo Sarno, Salvatore Margarita e Leonardo Pavoletti (che sarà capocannoniere del campionato), affiancati da giocatori più esperti come Gaetano Vastola, Roberto D'Aversa (capitano), Manuel Turchi e Ilyas Zeytulaev. La squadra, guidata dal tecnico Carmine Gautieri, si propone nuovamente nell'alta classifica e chiude la stagione al quarto posto, qualificandosi per i play-off promozione. Nelle semifinali i rossoneri incrociano i siciliani del Siracusa, superati con una vittoria per 1-0 in casa (gol di Manuel Turchi) e un pareggio per 2-2 in trasferta (reti di Vincenzo Sarno e Carlo Mammarella. La finale vede i rossoneri opposti al Trapani: nell'incontro di andata allo stadio Guido Biondi la partita si conclude con il risultato di 1-1 (rigore di Alessandro Volpe). Nella gara di ritorno i frentani subiscono una rete dei siciliani al 1' e al 12' restano in dieci uomini per l'espulsione di Federico Amenta: nonostante ciò riescono a ribaltare il risultato e infine a prevalere per 1-3, grazie ai gol di Pavoletti, Sarno e Margarita. La Virtus Lanciano conquista così per la prima volta, dopo ottantotto anni di attività, la promozione in Serie B.
La stagione di Serie B 2012-2013, che segna il debutto dei frentani in cadetteria, inizia timidamente e la prima vittoria arriva solo alla sesta giornata, nel turno infrasettimanale del 25 settembre 2012, nella partita Reggina-Virtus Lanciano giocata allo Stadio Oreste Granillo di Reggio Calabria e terminata 0-1 con rete di Carlo Mammarella. Da notare che fino al 14 ottobre 2012 la squadra neopromossa disputa le partite interne allo Stadio Adriatico di Pescara: la prima partita di Serie B al Biondi di Lanciano sarà quella disputata il 20 ottobre 2012 contro l'Empoli, che termina con un secco 0-3 in favore dei toscani. Al termine del campionato i rossoneri conquistano la salvezza, sancita grazie all'1-1 sul campo del Novara all'ultima giornata, con gol di Falcinelli.
La stagione successiva vede la squadra affidata a Marco Baroni, allenatore esordiente in Serie B. Alla settima giornata, per la prima volta nella loro storia, gli abruzzesi conquistano il primato solitario nella serie cadetta. Il Lanciano mantiene il primo posto fino alla tredicesima giornata, per poi rimanere comunque nei piani alti della classifica, in zona play-off e ben lontano dalla zona retrocessione. L'ingresso nei play-off sfuma solo nell'ultima giornata, e la squadra conclude il campionato al decimo posto. Il capocannoniere frentano è il difensore Federico Amenta, mentre il capitano Carlo Mammarella è il leader della classifica degli assist (15).
Nella stagione 2014-2015, la terza in Serie B, il Lanciano si affida per la terza volta consecutiva a un allenatore esordiente nella categoria, l'ex giocatore e capitano frentano Roberto D'Aversa. La squadra conduce un buon campionato di centro classifica, senza mai rischiare la retrocessione e, anzi, coltivando qualche speranza di raggiungere la zona play-off. Da segnalare le brillanti vittorie sul L.R. Vicenza (4-0) e sul Catania (3-0). Nel girone di ritorno, però, il rendimento cala (anche per via di alcuni infortuni di troppo) e la formazione abruzzese conclude il campionato solo al quattordicesimo posto. Capocannonieri di stagione sono Gaetano Monachello, Antonio Piccolo e Mame Thiam, tutti con 8 reti.
Al termine della stagione 2015-2016 gli abruzzesi retrocedono in Lega Pro dopo 4 anni, complici i 4 punti di penalizzazione che gli sono stati inflitti a campionato in corso e che hanno portato la squadra al quartultimo posto al termine del campionato. Ha dunque giocato lo spareggio play-out contro la Salernitana, che il 4 giugno 2016 ha battuto per 4-1 gli abruzzesi, ripetendo la vittoria anche nella gara di ritorno dell'8 giugno per 1-0. La squadra è dunque retrocessa di nuovo in Lega Pro. Il capocannoniere degli abruzzesi è stato Nicola Ferrari con 9 gol segnati, seguito dal figlio d'arte Federico Di Francesco con 8 gol e da Guido Marilungo con 7. I tecnici sono stati Roberto D'Aversa e dopo l'esonero di quest'ultimo nel gennaio 2016, Primo Maragliulo.
Il 6 luglio 2016, con un comunicato apparso sul sito ufficiale del club, la società rappresentata da Franco, Guglielmo e Valentina Maio annuncia che la Virtus Lanciano non sarà iscritta al successivo campionato di Lega Pro per inadempienze finanziarie. Il 19 luglio, il Consiglio Federale esclude la società frentana dalla Lega Pro e dal calcio professionistico; un mese dopo viene anche ufficializzata la mancata iscrizione tra i dilettanti. Il club viene quindi messo in liquidazione e prosegue l'attività con il solo settore giovanile attraverso un nuovo soggetto giuridico, la Virtus Anxanum Società Sportiva Dilettantistica.

### Dopo il 2016

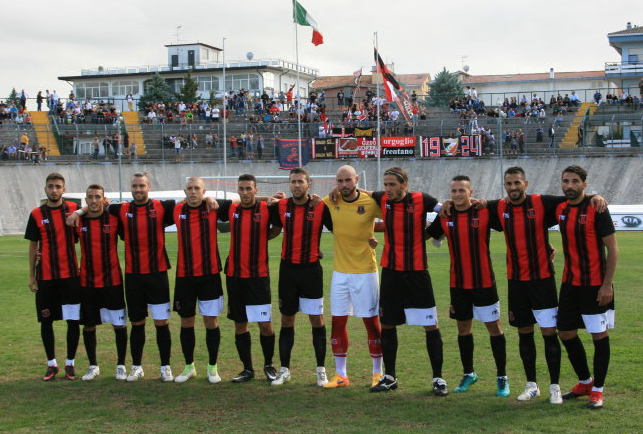
Formazione del Lanciano nella stagione 2017-2018

A seguito della fine dell'esperienza professionistica della Virtus Lanciano, altri club hanno tentato di proporsi come eredi de facto della tradizione sportiva frentana, senza però alcun legame con la realtà virtussina o con altri sodalizi rossoneri pregressi.
Nella stagione 2016-2017 la Marcianese, club di una contrada della città di Lanciano partecipante al campionato di Prima Categoria abruzzese, d'accordo con l'associazione Lanciano Rossonera (fondata nell'agosto 2016 da privati cittadini interessati a preservare il nome di Lanciano nei campionati di calcio) adotta come campo casalingo lo stadio Biondi e annuncia l'intenzione di cambiare denominazione in Lanciano 1920 a partire dalla stagione seguente, ammettendo al contempo nel direttivo rappresentanti dell'associazione.

Logo del Lanciano Calcio 1920

Il 19 giugno 2017 Fabio De Vincentiis assume la presidenza di quella che è diventata Associazione Sportiva Dilettantistica 1920 Lanciano Calcio e formalizza la propria iscrizione al campionato regionale di Prima Categoria. Come presidente onorario viene nominato Mario Giancristofaro e contestualmente il club assume gli storici colori sociali rosso e nero. La squadra nel 2019 ottiene la promozione al campionato regionale di Eccellenza.
Nel lustro seguente, a seguito di un cambio di proprietà, il Lanciano "ex Marcianese" entra però in crisi e subisce un'involuzione sul piano dei risultati, dovendo peraltro abbandonare lo stadio Biondi e subendo la defezione della tifoseria. Nel 2023 si registra quindi il trasferimento in città del Miglianico, che con la denominazione transitoria Miglianico-Lanciano vince il proprio girone di Promozione e sale in Eccellenza, ottenendo peraltro il sostegno di tanta parte della tifoseria frentana. Nel 2024 la ragione sociale diviene S.S.D. Città di Lanciano Footbal Club.

## Colori e simboli

### Colori
I tradizionali colori sociali del Lanciano sono il rosso ed il nero. Il consueto disegno della divisa prevede l'alternanza di strisce rossonere. Tuttavia, negli anni antecedenti la seconda guerra mondiale, rappresentante del calcio cittadino fu la Frentana, con colori giallo e blu, ricollegabili al gonfalone del comune abruzzese.
Nel 1959, in seguito al primo fallimento della Virtus, l'eredità della tradizione sportiva cittadina passò alla Pro Lanciano, che proprio come la Frentana aveva colori giallo e blu.
Nel 1962 il sodalizio tornò ad assumere i colori sociali rosso-nero.

### Simboli ufficiali

#### Stemma
Il Lanciano si riconosce a livello simbolico nello stemma civico, d’azzurro, alla lancia da torneo posta in banda, d'oro, con il ferro della punta di acciaio al naturale, attiguo al sole orizzontale destro d'oro, essa lancia accompagnata da due gigli posti nel cantone sinistro del capo e nel cantone destro della punta dello stesso.

#### Inno
Il Lanciano ha cambiato spesso inno nel corso degli anni. Dal novembre 2011 è stato adottato Noi con Voi, un inno cantato dai giocatori, che ha sostituito il precedente interpretato da Domenico D'Amelio e Kiara Crocetti, con testo e musica di Stefania Appignanesi e arrangiamenti di Omar Marincola, composto in occasione dell'arrivo della famiglia Maio alla guida del club.
Fino al 2008 all'ingresso delle squadre in campo allo stadio veniva diffuso Rossonero composto e interpretato da Mario Berghella su arrangiamenti di Victor Solaris. L'inno di Berghella è stato diffuso allo stadio a partire dal campionato 2001-2002, e ripreso a partire dalla stagione 2017-2018.
In alcune occasioni, nel novembre 2007, allo stadio fu diffuso un altro inno composto da Berghella, che però fu ritirato in quanto considerato diffamante da un avvocato lancianese: la vicenda ebbe anche strascichi giudiziari.
Nel campionato di Serie C2 2000-2001 è stato utilizzato l'inno ufficiale composto dal gruppo locale Il Tarlo e la Noce, che aveva sostituito quello storico utilizzato fin dagli anni '80 composto sulla musica della trasmissione televisiva di Renzo Arbore Indietro tutta. Si ha notizia anche di una canzone chiamata Forza Frentana, antecedente la Seconda guerra mondiale e dedicata a una squadra di Lanciano.

## Strutture

### Stadio

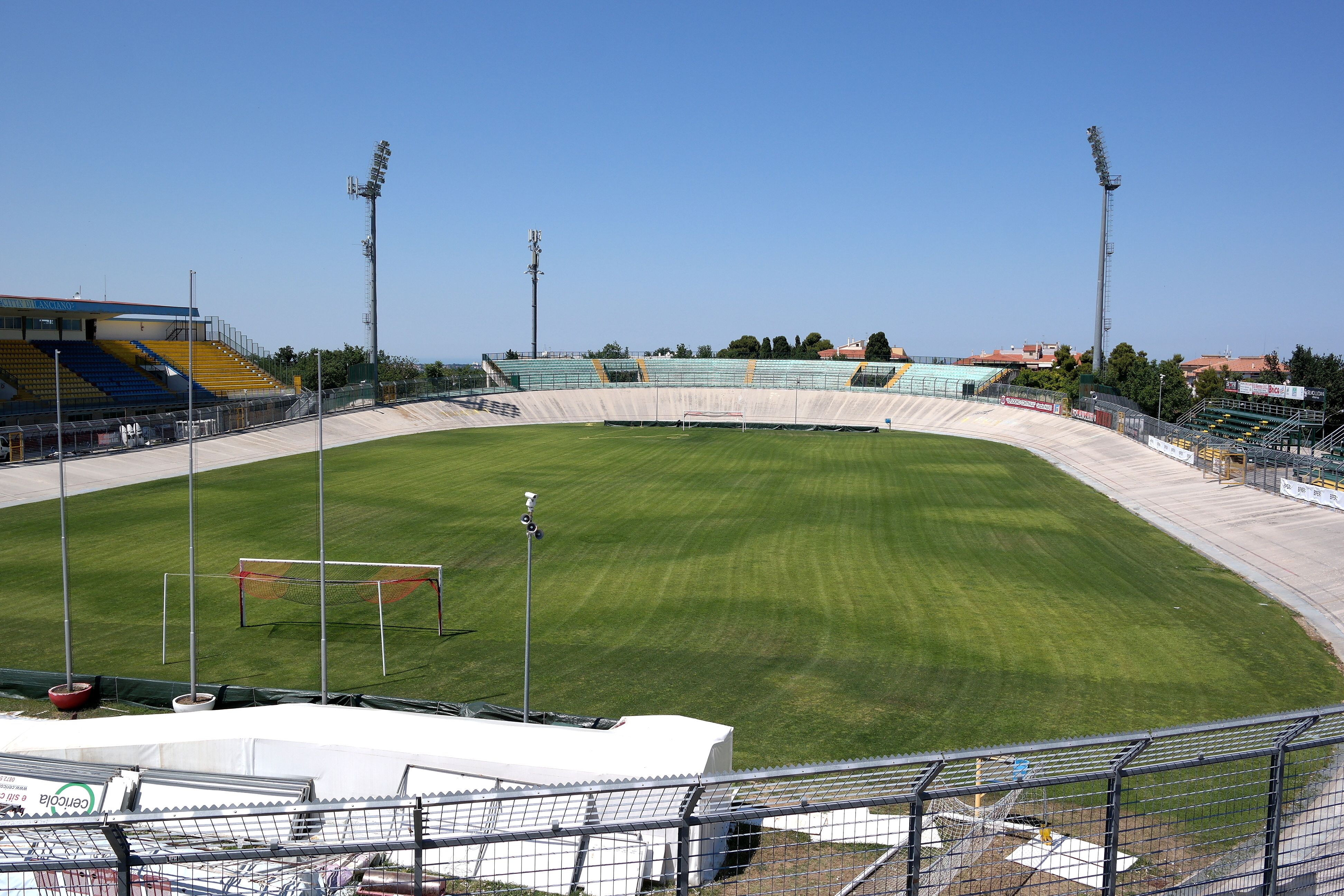
Lo stadio Guido Biondi

L'impianto che ospitava le partite casalinghe dei frentani era lo stadio Guido Biondi, ex Cinque Pini, che ha una capienza di 5 544 spettatori. Lo stadio è stato inaugurato il 21 settembre 1969, nella prima giornata della Serie D 1969-1970: la prima partita di campionato che vi è stata giocata fu Lanciano-Manfredonia 1-1.
L'impianto tuttavia non ha mai avuto un'intitolazione ufficiale: col tempo si è affermata come uso comune la denominazione Cinque Pini, fino a quando nel settembre del 2001 non è stato intitolato ufficialmente all'ex calciatore Guido Biondi, che pur non avendo mai giocato nella prima squadra di Lanciano, si è distinto per diversi anni in Serie A e Serie B.
La struttura comprende anche un velodromo intitolato ad Alessandro Fantini, ciclista originario della vicina Fossacesia. Alcune parti delle tribune sono tuttavia più recenti: il settore Distinti è stato ultimato nel corso del campionato 2015-2016, ed è andato a sostituire la precedente struttura in ferro; la curva Nord riservata ai tifosi ospiti è stata aperta durante il campionato 2001-2002; la curva Sud, che accoglie invece la tifoseria locale, è stata aperta l'anno successivo.

### Centro di allenamento
Il Lanciano svolge le sue sedute di allenamento al campo comunale Lucio Memmo e nel nuovo impianto intitolato a Marcello Di Meco, situato nel quartiere Santa Rita e che ospita anche le partite ufficiali del settore giovanile.

## Società

### Sponsor
Di seguito i fornitori tecnici e gli sponsor ufficiali.
| Cronologia degli sponsor tecnici - fino al 1999 ... - 1999-2000 Aoesse - 2000-2005 ... - 2005-2006 Legea - 2006-2008 ... - 2008-2011 Lotto - 2011-2016 Legea | Cronologia degli sponsor ufficiali - fino al 1999 ... - 1999-2000 Gravena - 2000-2005 ... - 2005-2006 Sangritana - 2006-2008 ... - 2008-2011 Banca Popolare di Lanciano e Sulmona - 2011-2012 Banca Popolare di Lanciano e Sulmona/Wemblegg - 2012-2013 Banca Popolare di Lanciano e Sulmona/Gruppo Maio/Banco Alimentare - 2013-2014 Gruppo Maio/Wemblegg/Banco Alimentare/NGM (sponsor istituzionale) - 2014-2015 Gruppo Maio/Marfisi/NGM (sponsor istituzionale) - 2015-2016 In Opera/Marfisi |

## Allenatori e presidenti
- 1920-1929 ...
- 1929-1930  Antal Mally
- 1930-1931 ...
- 1931-1933 Club inattivo
- 1933-1934 ...
- 1934-1937 Club inattivo
- 1937-1938  Giuseppe Baccilieri
- 1938-1939  Riccardo Signori[38]
 Giuseppe De Rosa[39]
- 1939-1940  Giuseppe Baccilieri (allen.-gioc.)
- 1940-1941  Enrico Migliavacca[A 1]
- 1941-1943 ...
- 1943-1944 Club inattivo
- 1944-1945 ...
- 1945-1946 Club inattivo
- 1946-1947  Giuseppe Baccilieri
- 1947-1967 ...
- 1967-1968  Rinaldo Olivieri
- 1968-1971 ...
- 1971-1972  Luigi Soffrido
- 1972-1973  Ottorino Dugini
 Vittorio Calvani (allen.-gioc.)
- 1973-1978 ...
- 1978-1980  Gianni Balugani
- 1980-1982  Bruno Pinna
- 1982-1983  Giuseppe Brizi
 Silvano Flaborea
 Domenico Genovese
- 1983-1984 ...
- 1984-1988  Carlo Florimbi
- 1988-1989  Francesco Giorgini
- 1989-1990  Giampaolo Landi
 Edmondo Prosperi
- 1990-1992  Edmondo Prosperi
- 1992-1997 ...
- 1997-1998  Pietro Armenise
...
- 1998-1999  Fabrizio Castori
- 1999-2000  Juan Carlos Morrone (1ª-8ª)
 Carlo Florimbi (9ª-34ª)
- 2000-2003  Fabrizio Castori
- 2003-2004  Rosolino Puccica
- 2004-2005  Maurizio Pellegrino
- 2005-2006  Francesco Monaco
- 2006-2007  Andrea Camplone (1ª-21ª)
 Andrea Chiappini (22ª-30ª)
 Andrea Camplone (31ª-34ª)
- 2007-2008  Francesco Moriero
- 2008-2009  Eusebio Di Francesco (1ª-20ª)
 Dino Pagliari (21ª-34ª e play-out)
- 2009-2010  Dino Pagliari
- 2010-2011  Andrea Camplone
- 2011-2013  Carmine Gautieri
- 2013-2014  Marco Baroni
- 2014-2015  Roberto D'Aversa
- 2015-2016  Roberto D'Aversa (1ª-24ª)
 Primo Maragliulo (25ª-42ª e play-out)

- 1920-1931 ...
- 1931-1933 Club inattivo
- 1933-1934 ...
- 1934-1937 Club inattivo
- 1937-1938 ...
- 1938-1939  Giuseppe De Rosa[39]
- 1939-1941  Alberto D'Alessandro
- 1941-1943  Tommaso Maiorini[A 2]
- 1943-1944 Club inattivo
- 1944-1945 ...
- 1945-1946 Club inattivo
- 1946-1947  Alberto Giovannelli
- 1947-1948  Guido Benassi
- 1948-1951  Alberto Giovannelli
- 1951-1952  Guanzito Tinari
- 1952-1953  Domenico Battistella
- 1953-1954  Luigi Russo
- 1954-1956  Giuseppe Testa
- 1956-1957  Orlando Jannone
 Raffaele Salvitti[A 3]
- 1957-1959  Alberto Giovannelli
- 1959-1961  Luigi Carosella[A 4]
- 1961-1962  Ermanno Pellegrini[A 5]
- 1962-1965  Tonino Salvatore
- 1965-1966  Vittorino Santella
- 1966-1969  Mimì Di Lallo
- 1969-1971  Nino Trivilino
- 1971-1972  Aldo Mancini,  Antonio Carlini,  Giannino Flaminio[A 6]
- 1972-1973  Leonardo Petruzzi
- 1973-1976  Luciano Pozzolini
- 1976-1979  Manlio Mauri
- 1979-1980  Giovanni Altobelli
- 1980-1982  Nicola De Gregorio
 Camillo Ferrante
- 1982-1983  Nicola De Gregorio[A 7]
- 1983-1987  Ezio Angelucci
- 1987-1989  Felice Paolucci
- 1989-1992  Olivierio Mazziotti
- 1992-1997  Stefano Mercadante[A 8]
- 1997-2002  Ezio Angelucci
- 2002-2006  Riccardo Angelucci
- 2006-2008  Paolo Di Stanislao
- 2008-2016  Valentina Maio

Annotazioni
1. ↑  Lasciò il Lanciano durante la stagione, insieme a molti giocatori, a causa dell'incombere degli eventi bellici.
2. ↑  La squadra di Lanciano in questo periodo si chiama Frentana e partecipa ai campionati regionali.
3. ↑  Commissario straordinario nominato dal Comune.
4. ↑  Già presidente del Borgo Lanciano che assume la denominazione di Pro Lanciano dopo il fallimento della Virtus Lanciano.
5. ↑  Con Tonino Salvatore nel ruolo di presidente onorario.
6. ↑  Guidano la società come commissari.
7. ↑  Con Camillo Ferrante nel ruolo di presidente onorario.
8. ↑  Già presidente del Lanciano '90 che diventa la prima squadra cittadina in seguito al fallimento della AC Lanciano.

## Calciatori

### Capitani
Di seguito la cronologia parziale dei capitani del Lanciano.
- ... (1920-1999)
- Luca Leone (1999-2001)
- Mirko Taccola (2001-2003)
- Maurizio Nassi (2003-2005)
- Luca Leone (2005-2007)
- Dražen Bolić (2007-2009)
- Domenico Di Cecco (2009-2011)
- Roberto D'Aversa (2011-2013)
- Carlo Mammarella (2013-gen. 2016)
- Antonio Aquilanti (gen.-giu. 2016)

## Palmarès

### Competizioni nazionali
- Scudetto Dilettanti: 1

1998-1999

### Competizioni interregionali
- Serie C2: 1

2000-2001 (girone B)
- Campionato Interregionale: 1

1985-1986 (girone H)
- Campionato Nazionale Dilettanti: 1

1998-1999 (girone G)

### Competizioni regionali
- Eccellenza: 1

1997-1998
- Promozione: 3

1955-1956, 1992-1993 (girone A)
- Prima Categoria: 2

1967-1968 (girone A)
- Campionato italiano di terza divisione: 1

1927-1928
- Coppa Italia Dilettanti Abruzzo: 1

1997-1998

### Altri piazzamenti
- Lega Pro Prima Divisione:

Vittoria play-off: 2011-2012 (girone A)
- Prima Divisione:

Secondo posto: 1939-1940 (Abruzzi e Molise), 1951-1952 (girone B)
- Serie D:

Secondo posto: 1974-1975 (girone H), 1975-1976 (girone H), 1977-1978 (girone H)
Terzo posto: 1972-1973 (girone H)
- Eccellenza:

Secondo posto: 1994-1995
Terzo posto: 1993-1994
- Promozione:

Secondo posto: 1953-1954
- Prima Categoria:

Secondo posto: 1963-1964 (girone A)
Terzo posto: 1960-1961 (girone A), 1961-1962 (girone A), 1966-1967 (girone A)

## Statistiche e record

### Partecipazione ai campionati
Campionati nazionali
| Livello | Categoria                                     | Partecipazioni | Debutto   | Ultima stagione | Totale |
| ------- | --------------------------------------------- | -------------- | --------- | --------------- | ------ |
| 2º      | Serie B                                       | 4              | 2012-2013 | 2015-2016       | 4      |
| 3º      | Campionato Meridionale                        | 2              | 1928-1929 | 1929-1930       | 15     |
| 3º      | Serie C                                       | 2              | 1940-1941 | 1947-1948       | 15     |
| 3º      | Serie C1                                      | 11             | 2001-2002 | 2011-2012       | 15     |
| 4º      | Promozione                                    | 3              | 1948-1949 | 1950-1951       | 27     |
| 4º      | IV Serie                                      | 1              | 1956-1957 | 1956-1957       | 27     |
| 4º      | Serie D                                       | 10             | 1968-1969 | 1977-1978       | 27     |
| 4º      | Serie C2                                      | 13             | 1978-1979 | 2000-2001       | 27     |
| 5º      | Campionato Interregionale - Seconda Categoria | 1              | 1957-1958 | 1957-1958       | 6      |
| 5º      | Campionato Nazionale Dilettanti               | 2              | 1995-1996 | 1998-1999       | 6      |
| 5º      | Campionato Interregionale                     | 3              | 1983-1984 | 1985-1986       | 6      |

Campionati regionali
| Livello | Categoria             | Partecipazioni | Debutto   | Ultima stagione | Totale |
| ------- | --------------------- | -------------- | --------- | --------------- | ------ |
| I       | Terza Divisione       | 1              | 1927-1928 | 1927-1928       | 26     |
| I       | Seconda Divisione     | 1              | 1933-1934 | 1933-1934       | 26     |
| I       | Prima Divisione       | 6              | 1937-1938 | 1951-1952       | 26     |
| I       | Promozione            | 4              | 1952-1953 | 1955-1956       | 26     |
| I       | Campionato Dilettanti | 1              | 1958-1959 | 1958-1959       | 26     |
| I       | Prima Categoria       | 9              | 1959-1960 | 1967-1968       | 26     |
| I       | Eccellenza            | 4              | 1993-1994 | 1997-1998       | 26     |
| II      | Promozione            | 1              | 1992-1993 | 1992-1993       | 1      |

### Partecipazione alle coppe
| Competizione                    | Partecipazioni | Debutto   | Ultima stagione | Totale |
| ------------------------------- | -------------- | --------- | --------------- | ------ |
| Coppa Italia                    | 4              | 2012-2013 | 2015-2016       | 4      |
| Coppa Italia Serie C            | 17             | 1981-1982 | 2007-2008       | 24     |
| Coppa Italia Lega Pro           | 4              | 2008-2009 | 2011-2012       | 24     |
| Coppa Italia Semiprofessionisti | 3              | 1978-1979 | 1980-1981       | 24     |
| Poule Scudetto                  | 1              | 1998-1999 | 1998-1999       | 1      |

### Statistiche individuali
Il calciatore del Lanciano che detiene il record di presenze in Serie B è Antonio Aquilanti con 132 a cui seguono Domenico Di Cecco (131), Carlo Mammarella (130), Federico Amenta (113) e Gaetano Vastola (110). Per quanto riguarda le reti, il miglior marcatore è Antonio Piccolo con 25 gol; dietro di lui Carlo Mammarella (12), Mame Thiam e Gaetano Vastola (11), e Manuel Turchi (10).

## Tifoseria

### Storia

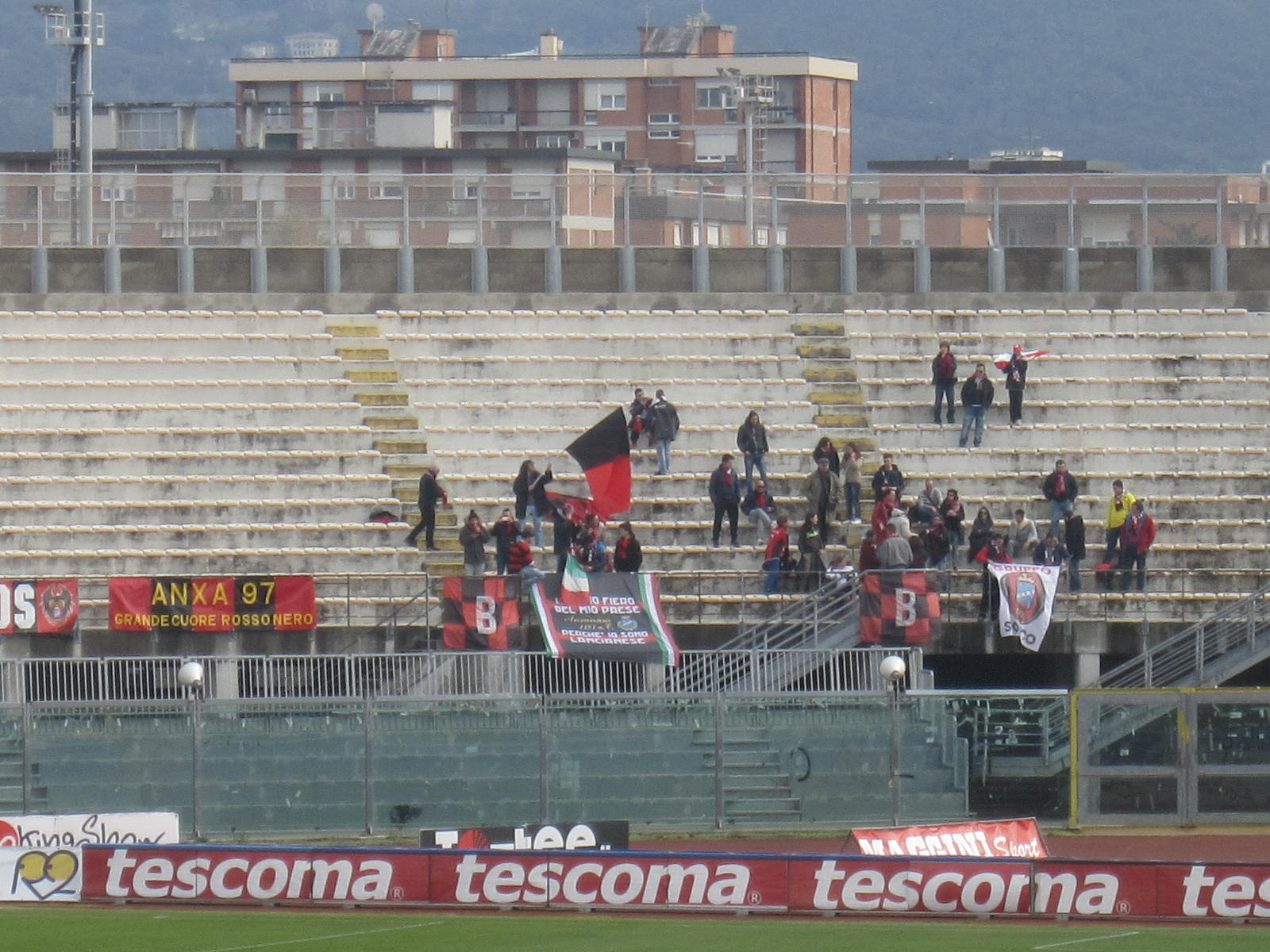
Tifosi frentani in trasferta a Livorno

Il movimento ultrà, nella città frentana ha origini verso la fine degli anni settanta. I primi gruppi organizzati al seguito dei rossoneri furono i Boys e le Brigate Rossonere. Durante il Campionato Interregionale 1985-1986, che terminerà con la promozione dei frentani in Serie C2, nasce, precisamente nel mese di ottobre, il Commando Ultrà Curva Sud, abbreviato in C.U.C.S.. Di particolare risalto in questo periodo, la trasferta che vide l'esodo di oltre mille lancianesi alla volta dello stadio Domenico Francioni di Latina, scelto come sede dello spareggio per la promozione in Serie C2 fra frentani e teatini per evitare duri scontri che avevano già coinvolto le due tifoserie in passato. Il C.U.C.S. attraversa il suo periodo buio durante la stagione 1991-1992 che coincide dapprima con la retrocessione degli abruzzesi e successivamente con il fallimento della stessa società che riparte così dai campionati regionali. Nonostante la presenza in curva dello striscione relativo al gruppo, il Commando si scioglie per poi ritornare al comando del tifo frentano a cavallo del 1993.
Al termine della stagione 1994-1995 il Lanciano ritorna nel Campionato Nazionale Dilettanti e nasce quello che sarà il nuovo gruppo portante del movimento ultrà frentano: gli Ultras Lanciano, nati da una costola di ex militanti del C.U.C.S. La formazione abruzzese successivamente non attraverserà un buon periodo e tornerà in Eccellenza dove rimarrà fino al 1998, centrando poi la promozione in Serie C2 nel 2001, in Serie C1 l'anno successivo e arrivandosi a giocare la promozione in Serie B nel 2002, perdendo la semifinale dei play-off contro il Taranto. In questi anni nascono vari gruppi, in primis i Diffidati Lanciano, Nuova Guardia, Sangre y Muerte, Scottish Clan, Gioventù Frentana e Ultras 31. Tuttavia la novità più importante nel panorama del tifo frentano è costituita dal ritorno del C.U.C.S., che si compatta dietro lo striscione "Vecchia Guardia '85".
Nel 2004 nascono gli Ultras Curva Sud Lanciano che riuniscono dietro un unico striscione tutti gli altri gruppi organizzati. Il suddetto striscione comprende a destra la presenza del simbolo della città di Lanciano e a sinistra uno scudo che racchiude un pallone antico. Nascono anche altre fazioni come Gioventù Frentana, Quelli della Sud, Incubo Frentano, Rooligans, alcune delle quali con sede in altre città italiane come Sezione Perugia, Sezione L'Aquila e Bologna Frentana.

### Gemellaggi e rivalità
Il principale gemellaggio sostenuto dalla tifoseria frentana è quello con la tifoseria pugliese della Fidelis Andria. Questo rapporto, nato sul finire degli anni ottanta e rinnovato recentemente proprio nella città andriese, è caratterizzato dalla presenza più o meno frequente di esponenti della tifoseria pugliese agli incontri del Lanciano e di tifosi frentani alle partite della formazione biancoazzurra. Altro gemellaggio molto solido e sentito da ambe le parti è quello che coinvolge la tifoseria abruzzese con un'altra pugliese, questa volta quella di Bisceglie. Nato nella stagione 1998-1999, anche qui come nel caso del gemellaggio con l'Andria, sono frequenti le visite reciproche che si scambiano le due fazioni. Con la tifoseria toscana del Montevarchi si chiude la cerchia dei gemellaggi dei frentani. Inizialmente si trattava di un gemellaggio diretto con gli Ultras Giglio Montevarchi, consolidato dopo la visita dei toscani a Terni nel campionato di Serie B 2013-2014 che ha visto il Lanciano fronteggiare la Ternana.
Nonostante la lontananza e le difficoltà logistiche esiste una solida amicizia con gli svizzeri del Losanna, rinnovata in occasione della presenza di esponenti della tifoseria d'oltralpe alla partita Lanciano-Pisa della stagione 2005-2006. Per l'occasione gli svizzeri hanno esposto lo striscione del loro gruppo principale. Amicizia di vecchia data è quella con i romagnoli del Ravenna. Altri rapporti di amicizia sono quelli con le tifoserie di Cosenza e Barletta, dovuti all'amicizia che lega le suddette tifoserie a quella andriese.
La rivalità per eccellenza, invece, è quella verso i neroverdi del Chieti.. Rimanendo in Abruzzo, rapporti tesi anche con le tifoserie dell'Aquila, del Giulianova e del Pescara. Quest'ultima è una rivalità molto giovane, in quanto prima del 2009, quando alcuni sostenitori biancoazzurri si recarono sotto la curva rossonera, non si erano mai verificati attriti tra le due tifoserie.

### Annotazioni
1. ↑  Alcuni giocatori come Romolo Re e Arturo Policaro negli anni seguenti giocheranno in club di serie A e B quali Bologna, Modena e altri; Lino Ricciuti proveniva dall'Inter
2. ↑  Le contestazioni derivarono dal fatto che entrambe le squadre erano salve grazie alla retrocessione del Chieti capolista all'ultimo posto per un presunto tentativo di corruzione. La delibera della Lega viene però annullata a campionato finito dalla Commissione di appello federale
3. ↑  Borgo è il nome di uno dei quattro quartieri storici di Lanciano. La squadra era attiva fin dai primi anni del Dopoguerra.
4. ↑  Enrico Esposito è stato un calciatore della Pro Lanciano tra il 1962 e il 1974: di ruolo attaccante, è realizzatore più prolifico di sempre con la maglia rossonera. L'intitolazione ufficiale del campo risale al luglio 2008 Archiviato il 5 marzo 2016 in Internet Archive. e faceva seguito a una richiesta ufficiale dell'ottobre 2006 avanzata dai colleghi di Esposito Archiviato il 4 marzo 2016 in Internet Archive.
5. ↑  Leonardo Petruzzi, pur essendo nativo di Lanciano, in Abruzzo è diventato celebre soprattutto per la casa di cura Villa Serena fondata nel 1964 a Città Sant'Angelo. Tra l'altro proprio a lui è intitolato stadio di Città Sant'Angelo, essendo stato anche presidente dell'Angolana
6. ↑  Luigi Carosella era stato capocanniere, sempre militando nel Lanciano, anche nei due anni precedenti nel campionato di Eccellenza
7. ↑  A differenza della Spal di Ferrara, l'acronimo della Spal abruzzese sta per San Pietro Apostolo Lanciano, in quanto la società era stata fondata nella parrocchia di San Pietro
8. ↑  Il tentativo di acquisto del Lanciano interesserà in seguito anche un'inchiesta giudiziaria

### Fonti
1. 1 2  1920: ok, la data è giusta!
2. ↑   FIGC (PDF), su figc.it. URL consultato l'8 agosto 2016 (archiviato dall'url originale il 22 agosto 2016).
3. ↑  Carabba, 2001, p. 464.
4. ↑  Giannattasio, 1988, p. 35.
5. ↑  Giannattasio, 1988.
6. 1 2  Giannattasio, 1988, p. 95.
7. 1 2   Almanacco illustrato del Calcio, Panini edizioni, 1977.
8. 1 2   Almanacco illustrato del Calcio, Panini edizioni, 1978.
9. 1 2   Almanacco illustrato del Calcio, Panini edizioni, 1979,  p. 315.
10. 1 2 3 4 5  Giancristofaro, 2001, pp. 39-42.
11. 1 2 3  De Cristofaro, 1999.
12. ↑  Tutti i tabellini delle partite di campionato del Lanciano comprese tra le stagioni 2001-2002 e 2011-2012 sono pubblicati in AA.VV., Dai play-off ai play-off: 10 anni di calcio e tifo a Lanciano, Lanciano, Editrice Abruzzese, 2012
13. 1 2  Giannattasio, 1988, p. 11.
14. ↑   ESONERATO DINO PAGLIARI, su virtuslanciano.it, 14 luglio 2010. URL consultato il 15 luglio 2010 (archiviato dall'url originale il 26 luglio 2010).
15. ↑   CAMPLONE NUOVO ALLENATORE DELLA VIRTUS, su virtuslanciano.it, 14 luglio 2010. URL consultato il 15 luglio 2010 (archiviato dall'url originale il 26 luglio 2010).
16. ↑   Pro Vercelli e Virtus Lanciano dalla LegaPro alla Serie B, su footstats.it. URL consultato l'11 giugno 2012.
17. ↑   Virtus Lanciano, niente iscrizione in Lega Pro: il club ripartirà dai dilettanti?, su stopandgoal.net, 6 luglio 2016.
18. ↑   Virtus Lanciano esclusa dal calcio professionistico. Lo ha deciso il Consiglio Federale. Futuro da scrivere., su rete8.it, Rete8, 19 luglio 2016.
19. ↑   Il Lanciano 1920 subentrerà alla Marcianese, su ilcentro.it, Il Centro, 22 agosto 2016.
20. ↑   La Marcianese scompare e diventa ASD Lanciano Calcio 1920 - Sabato 20 maggio l'assemblea dei soci di Lanciano Rossonera, su lanciano.zonalocale.it, zonalocale - Edizione Lanciano, 16 maggio 2017.
21. ↑   Promozione-Lanciano calcio 1920 e adesso cosa dobbiamo aspettarci ?, su atuttocalcio.tv, 25 novembre 2024.
22. ↑   Calcio. Ok della Figc: è ufficialmente nato il Città di Lanciano Footbal Club, su abruzzolive.tv, 19 settembre 2024.
23. ↑  Penalizzato di 2 punti.
24. 1 2 3 4 5 6 7 8   Più vite di un gatto: i fallimenti e le rinascite del calcio lancianese, su lancianosport.it, http://www.lancianosport.it/, 15 luglio 2017. URL consultato il 30 agosto 2017.
25. ↑   COMUNICATO UFFICIALE N. 117/A (PDF), su figc.it, http://www.figc.it/, 25 giugno 2008. URL consultato il 22 gennaio 2017 (archiviato dall'url originale il 4 marzo 2016).
26. ↑   IL POKER DI MAGLIE DELLA VIRTUS LANCIANO PER LA SERIE B 2015-2016, su passionemaglie.it, Passione Maglie/, 7 marzo 2016. URL consultato il 20 settembre 2016.
27. ↑   Quando Lanciano la spuntò su mister Garbutt, mito del Genoa e del calcio italiano, su lancianosport.it, http://www.lancianosport.it/, 21 agosto 2014. URL consultato il 20 settembre 2016.
28. ↑   Marcianese, sì alla fusione col nuovo Lanciano, su ilcentro.gelocal.it, http://ilcentro.gelocal.it/, 8 agosto 2016. URL consultato il 20 settembre 2016 (archiviato dall'url originale il 30 ottobre 2016).
29. ↑  Un filmato della registrazione dell'inno si trova sul sito ufficiale della società http://www.virtuslanciano.it/news-16/1022-Domenica_allo_stadio_cantiamo_tutti_con_la_Virtus Archiviato il 3 dicembre 2013 in Internet Archive.
30. ↑  Inno Ufficiale - Virtus Lanciano 1924.wmv - YouTube
31. ↑  Questo inno è stato edito in un cd che include anche la canzone Lanciano amore mio sempre di Berghella-Solaris  Copia archiviata, su freemusicstudio.it. URL consultato il 3 luglio 2012 (archiviato dall'url originale l'8 luglio 2013).
32. ↑  L'inno del Lanciano calcio finisce in tribunale http://ilcentro.gelocal.it/chieti/cronaca/2012/02/03/news/l-inno-del-lanciano-calcio-finisce-in-tribunale-1.5038106 Archiviato il 3 dicembre 2013 in Internet Archive.
33. ↑  Su YouTube c'è una versione con immagini d'epoca di formazioni del Lanciano https://www.youtube.com/watch?v=iKFMKzGVig8
34. ↑  Giannattasio, 1988, p. 32.
35. ↑  Giannattasio, 1988, p. 124.
36. ↑   Lanciano, inaugurato il nuovo campo sportivo intitolato a Marcello Di Meco, su abruzzolive.tv.
37. ↑   Magliette Lanciano, su magliamatchworn.altervista.org, http://magliamatchworn.altervista.org/. URL consultato il 25 marzo 2016.
38. ↑   Aldo Liberato, bandiera rossonera di Castel Frentano, su lancianosport.it, http://www.lancianosport.it/, 14 settembre 2014. URL consultato il 20 settembre 2016.
39. 1 2   La leggenda di Bugugnoli e la vera storia di Catullo, su lancianosport.it, http://www.lancianosport.it/, 8 settembre 2014. URL consultato il 20 settembre 2016.
40. ↑   Da Re Leone a kaiser D'Aversa: ecco la Virtus dei capitani, su lancianosport.it, http://www.lancianosport.it/, 11 settembre 2014. URL consultato il 25 marzo 2016 (archiviato dall'url originale il 5 aprile 2016).
41. ↑   Aquilanti capitano, orgoglio frentano [collegamento interrotto], su ilcentro.gelocal.it, http://ilcentro.gelocal.it/, 25 gennaio 2016. URL consultato il 20 settembre 2016.
42. ↑   Players/Match, su calciozz.it, http://www.calciozz.it/. URL consultato il 22 settembre 2016.
43. ↑   Players/Goal, su calciozz.it, http://www.calciozz.it/. URL consultato il 22 settembre 2016.
44. 1 2 3 4 5 6 7 8 9 10 11 12 13 14 15 16 17 18 19 20 21 22  Tifoseria Lanciano Archiviato il 18 dicembre 2013 in Internet Archive.
45. 1 2 3 4 5  Tifoserie abruzzesi Archiviato il 27 febbraio 2014 in Internet Archive.
46. 1 2 3 4 5   Tifonet, su tifonet.it. URL consultato l'11 settembre 2014 (archiviato dall'url originale il 3 giugno 2012).
47. ↑  Tafferugli e scontri dopo il derby a Lanciano: arrestati due tifosi pescaresi